# Дешпаль, Вальтер
Вальтер Дешпаль (хорв. Valter Dešpalj; 5 ноября 1947, Задар — 9 апреля 2023) — хорватский виолончелист. Сын композитора и дирижёра Шиме Дешпаля, брат дирижёра Павле Дешпаля.

## Биография
Родился в семье албанского происхождения. Учился в нескольких консерваториях США, закончив в результате Джульярдскую школу у Леонарда Роуза, занимался также ансамблевым музицированием в классе Феликса Галимира. Затем два года стажировался в Московской консерватории у Галины Козолуповой, работал также под руководством Пау Казальса, Пьера Фурнье и Андре Наварра.
В 1971—1991 гг. постоянный солист Загребского филармонического оркестра, гастролировал с ним в Польше и СССР (1973), Великобритании (1974), Испании (1976 и 1978), США (1981 и 1986), Испании (1982).
С 1972 года профессор Загребской Академии музыки; среди его учеников, в частности, Лука Шулич, отмечавший определяющее влияние Дешпаля на своё формирование. C 1992 года по инициативе и под руководством Дешпаля и его сестры скрипачки Майи Дешпаль-Бегович проводится ежегодный фестиваль юных музыкантов-струнников «STRINGS ONLY!», одновременно в 1996—2000 годах Дешпаль был музыкальным руководителем фестиваля в Дубровнике.